# Campeonato de España de Ciclismo en Ruta 2021
La CXX edición del Campeonato de España de Ciclismo en Ruta se disputó el 20 de junio de 2021 en la localidad alicantina de La Nucia con un recorrido que constó de 183,4 km.
La victoria final fue para el ciclista de Santurce Omar Fraile, en un final con muchos ataques donde acabó imponiéndose a Jesús Herrada y Alex Aranburu.

## Clasificación final
| \| Clasificación general \| Clasificación general \| Clasificación general \| Clasificación general \| Clasificación general \| \| Ciclista \| Ciclista \| Equipo \| Tiempo \| \| \| --------------------- \| ------------------------- \| ---------------------- \| --------------------- \| --------------------- \| \| 1.º \| Omar Fraile \| Astana-Premier Tech \| 4 h 48 min 13 s \| \| \| 2.º \| Jesús Herrada \| Cofidis \| + 0 s \| \| \| 3.º \| Alex Aranburu \| Astana-Premier Tech \| + 0 s \| \| \| 4.º \| Gonzalo Serrano Rodríguez \| Movistar Team \| + 0 s \| \| \| 5.º \| Roger Adrià \| Equipo Kern Pharma \| + 3 s \| \| \| 6.º \| Pello Bilbao \| Bahrain Victorious \| + 3 s \| \| \| 7.º \| Ander Okamika \| Burgos-BH \| + 11 s \| \| \| 8.º \| Carlos Rodríguez \| Ineos Grenadiers \| + 11 s \| \| \| 9.º \| Julen Amezqueta \| Caja Rural-Seguros RGA \| + 11 s \| \| \| 10.º \| Marcos García \| Kinan Cycling Team \| + 11 s \| \| |                           |                        |                 |
| |                           |                        |                 |
| Fuente: ProCyclingStats |                           |                        |                 |
| Clasificación general |                           |                        |                 |
| Ciclista | Ciclista                  | Equipo                 | Tiempo          |
| 1.º | Omar Fraile               | Astana-Premier Tech    | 4 h 48 min 13 s |
| 2.º | Jesús Herrada             | Cofidis                | + 0 s           |
| 3.º | Alex Aranburu             | Astana-Premier Tech    | + 0 s           |
| 4.º | Gonzalo Serrano Rodríguez | Movistar Team          | + 0 s           |
| 5.º | Roger Adrià               | Equipo Kern Pharma     | + 3 s           |
| 6.º | Pello Bilbao              | Bahrain Victorious     | + 3 s           |
| 7.º | Ander Okamika             | Burgos-BH              | + 11 s          |
| 8.º | Carlos Rodríguez          | Ineos Grenadiers       | + 11 s          |
| 9.º | Julen Amezqueta           | Caja Rural-Seguros RGA | + 11 s          |
| 10.º | Marcos García             | Kinan Cycling Team     | + 11 s          |